# Gyze
A Gyze egy japán melodikus death metal, szimfonikus metal, power metal zenekar. 2009-ben alakultak meg Hokkaido szigetén. Lemezeiket az Universal Music Japan, Virgin Records, Thunderball 667, Coroner Records, Victor Entertainment, Magnum, Evolution Music kiadók dobják piacra. Jelenleg trióban tevékenykednek, tagok: Ryoji Shinomoto - gitár, éneklés, dalszerzés, Shuji Shinomoto - dobok és Aruta Watanabe - éneklés, basszusgitár. 
Eleinte még "Suicide Heaven" volt a nevük. A 2011-es tohokui földrengés után Gyze-re változtatták a nevüket. Ryoji és Shuji Shinomoto testvérpár alapították meg a zenekart, Arutát pedig basszusgitárosként felfogadták 2013-ban. Ugyanebben az évben jelent meg legelső nagylemezük. 2014-ben leszerződtek a Victor Entertainmenthez. Zenéjükre a gyors dobolás, mély hörgések és a tradicionális hangszerek használata egyaránt jellemző. A 2013-as legelső stúdióalbumuk a Coroner Records gondozásában jelent meg. 2014-ben leszerződtek a koreai Evolution Music és tajvani Magnum kiadókkal. 2015-ben már a második nagylemezük is a boltok polcain volt. A zenekar eddigi utolsó nagylemeze 2017-ben jelent meg, az Universal Music Japan/Virgin Records kiadóknál. 
Többször turnéztak is neves együttesekkel, pl.: Carcass, Soilwork, DragonForce.

## Diszkográfia
Stúdióalbumok
- Fascinating Violence (2013)
- Black Bride (2015)
- Northern Heil Song (2017)
- Asian Chaos (2019)[1]

Egyéb kiadványok
- Future Ages (2010, EP)
- Without Hesitation (2011, EP)
- Future Ages (Memorial Edition) (2014, EP)